# Bresie
Bresie (in sloveno Brezje pod Nanosom) è un centro abitato della Slovenia, frazione del comune di Postumia.

## Storia
Il centro abitato apparteneva storicamente alla Carniola, ed era noto sia con il toponimo tedesco Bresie sia con quello sloveno di Brezje.
Dopo la prima guerra mondiale passò, come tutta la Venezia Giulia, al Regno d'Italia; venne ripreso il toponimo Bresie.
Dopo la seconda guerra mondiale il territorio passò alla Jugoslavia; attualmente Bresie (denominata Brezje pod Nanosom) è frazione del comune di Postumia.